# Övervakare
Övervakare är personer som kontrollerar att klienter i frivården följer de villkor som gäller för frivården. Övervakarens uppdrag är också att stödja, vägleda och uppmuntra klienten till att inte återfalla i brott. 
Övervakaren är rapporteringsskyldig till frivården om huruvida klienten uppfyller villkoren för övervakningen.
Biträdande övervakare i Sverige är ett frivilliguppdrag och kräver ingen särskild utbildning.